# Żydaczów (hromada)
Żydaczów – hromada miejska w rejonie stryjskim obwodu lwowskiego Ukrainy. Siedzibą hromady jest Żydaczów.
Hromadę utworzono w ramach reformy decentralizacji  w 2020 roku.

## Miejscowości hromady
W skład hromady wchodzą 1 miasto i 17 wsi.

- Żydaczów – miasto, siedziba hromady
- Bereźnica
- Demenka Leśna
- Demenka Podniestrzańska
- Iwanowce
- Międzyrzecze
- Młyniska
- Pczany
- Rogóźno
- Smuchów
- Tejsarów
- Turady
- Wilchiwci
- Wolica Hnizdyczowska
- Wołcniów
- Zabłotowce
- Zagórszczyzna
- Żurawków